# Kirchdorf an der Krems
Kirchdorf an der Krems é um município da Áustria localizado no distrito de Kirchdorf an der Krems, no estado de Alta Áustria.